# Leopoldo Cano y Masas
Leopoldo Cano y Masas (Valladolid, 13 de novembre de 1844 - Madrid, 11 d'abril de 1934) va ser un militar i escriptor espanyol, acadèmic de la Reial Acadèmia Espanyola.

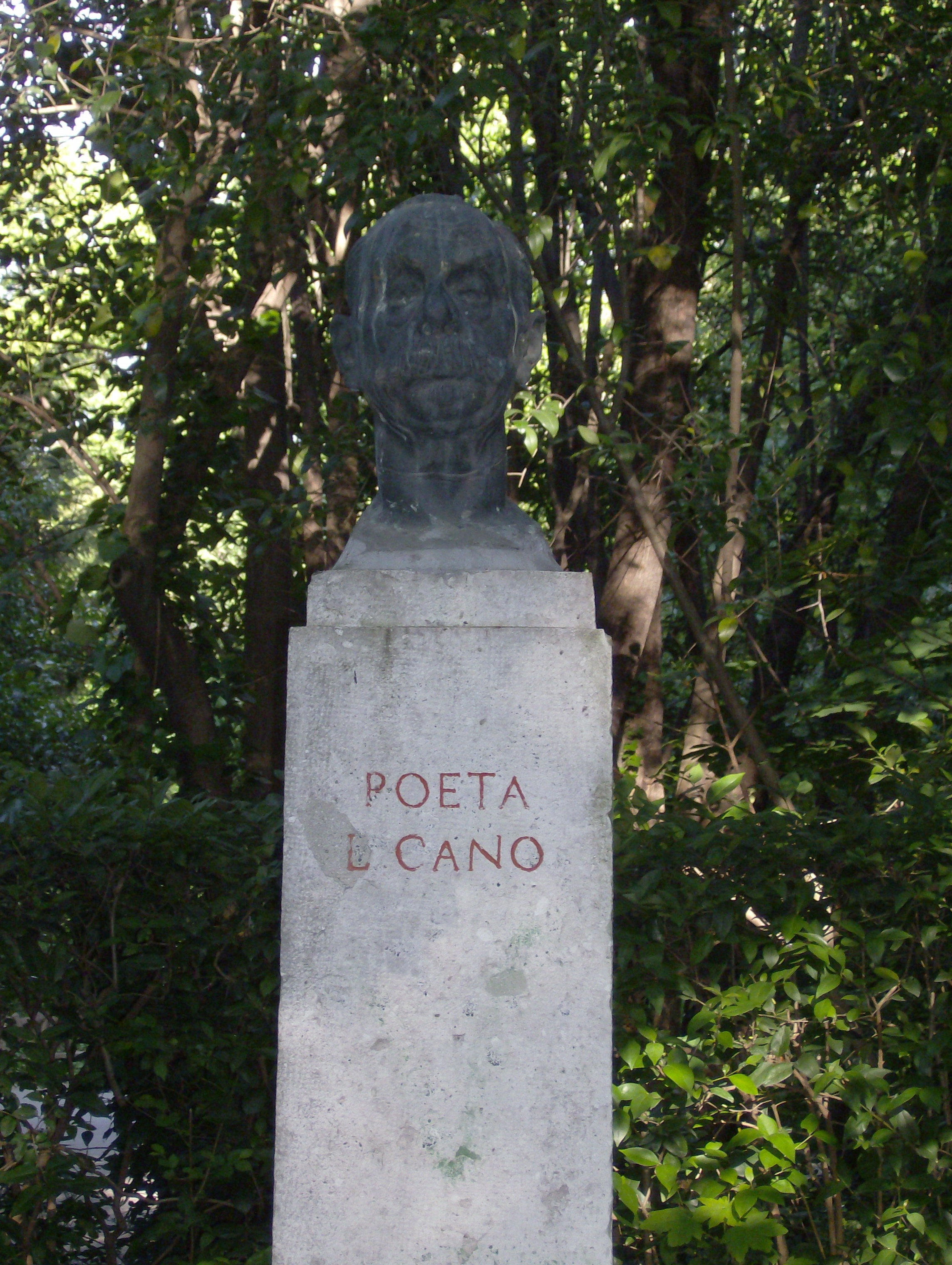
Bust de Leopoldo Cano al Campo Grande de Valladolid. En el mateix parc hi havia el monument esculpit per Emiliano Barral, col·locat el 1935 i destruït després de la Guerra Civil Espanyola.

## Biografia
Va compaginar la literatura amb la vida militar aconseguint el grau de general de divisió. Va ser autor teatral d'èxit a Espanya i Amèrica amb un estil ampul·lós d'acord amb la moda del seu temps. Fou un autor d'esperit liberal amb preocupacions socials que va plasmar en moltes de les seves obres. Se'l classifica dins del Realisme i entre els deixebles del neoromàntic José Echegaray. La seva obra més important, La Pasionaria, va ser estrenada al Teatre Jovellanos de Madrid el 14 de desembre de 1883. Es va apropar a la tragèdia clàssica en publicar en 1884 La muerte de Lucrecia. El 1910 va entrar en la Reial Acadèmia Espanyola amb la butaca "a" minúscula.

## Obres

### Teatre
- La pasionaria: drama en tres actos y en verso Madrid, 1883 (Establecimiento Tip. de M. P. Montoya y Cª); reeditado en el mismo lugar e imprenta en 1884, y luego en Madrid: Administración Lírica-dramática, (Imprenta de José Rodríguez) en 1886 y 1890; después en Madrid, (R. Velasco, imp.) en 1897 y 1903.
- Trata de blancos: drama en tres actos y en verso Madrid, 1887 (José Rodríguez)
- El Código del honor: drama en tres actos y en verso Madrid, 1881 (Tipografía de Gregorio Estrada)
- El más sagrado deber: drama en tres actos y en verso Madrid, 1877 (José Rodríguez)
- Gloria: Comedia en tres actos y en verso, Madrid, 1888 (Imprenta de José Rodríguez); segunda edición Madrid, 1889 (Imprenta de José Rodríguez)
- La Mariposa: Comedia en tres actos y en verso Madrid, 1879 (Tipografía de G. Estrada); segunda edición Madrid, 1891 (imprenta de José Rodríguez)
- La Moderna idolatría : drama en tres actos y en verso, Madrid, 1882 (Imprenta de Cosme Rodríguez)
- La Muerte de Lucrecia: cuadro trágico en un acto y en verso, Valladolid: Imprenta, librería y almacén de papel de Hijos de J. Pastor, 1884
- La Opinión pública: drama en tres actos y en verso Madrid, 1878 (Impr. de Pedro Abienzo); segunda edición Madrid, 1880 (Imprenta de Pedro Abienzo)
- Los laureles de un poeta: drama en tres actos y en verso Madrid, 1878 (José Rodríguez)
- ¡Velay!: comedia en tres actos y en verso Madrid, 1895 (R. Velasco)
- La maya: alegoría dramática en tres actos y en verso Madrid, 1901 (R. Velasco, imp.)
- Máter dolorosa: drama en tres actos y en prosa Madrid, 1904 (R. Velasco, imp.)

### Lírica
- Saetas poesías Madrid: F. Bueno y Compañía, s. a. (Imprenta de Enrique Rubiños); otra edición Saetas: poesías ilustradas Madrid: Eduardo Hidalgo, (Imp. de Enrique Rubiños)